# Otomys tropicalis
Otomys tropicalis é uma espécie de roedor da família Muridae.
Pode ser encontrada nos seguintes países: Burundi, República Democrática do Congo, Quénia, Ruanda, Sudão e Uganda.
Os seus habitats naturais são: campos de gramíneas de baixa altitude subtropicais ou tropicais sazonalmente húmidos ou inundados, campos de altitude subtropicais ou tropicais, pântanos e plantações.